# Clifton (Kansas)
Clifton es una ciudad ubicada en los condados de Washington y Clay en el estado estadounidense de Kansas. En el año 2010 tenía una población de 554 habitantes y una densidad poblacional de 554 personas por km².

## Geografía
Clifton se encuentra ubicada en las coordenadas 39°34′1″N 97°16′48″O / 39.56694, -97.28000 (39.567063, -97.279982).

## Demografía
Según la Oficina del Censo en 2000 los ingresos medios por hogar en la localidad eran de $21,750 y los ingresos medios por familia eran $34,375. Los hombres tenían unos ingresos medios de $26,458 frente a los $16,167 para las mujeres. La renta per cápita para la localidad era de $13,962. Alrededor del 21.0% de la población estaban por debajo del umbral de pobreza.